# Schronisko na Czerenyszczu
Schronisko PTT na Czerenyszczu zwane również Schronskiem pod Paraszką – nieistniejący obecnie schron turystyczny (w latach 1933–1935 – schronisko turystyczne), położone w Bieszczadach Wschodnich (Beskidy Skolskie). Obiekt znajdował się na wys. ok. 1100 m n.p.m., poniżej szczytu Obrosłego Wierchu (1167 m n.p.m.), na południowy wschód od Paraszki (1268 m n.p.m.)

## Historia
W 1932 roku Oddział Polskiego Towarzystwa Tatrzańskiego w Drohobyczu urządził w domku myśliwskim firmy Bracia Groedel niezagospodarowany schron turystyczny. Rok później, latem 1933 roku z inicjatywy Koła PTT w Skolem przekształcono go w zagospodarowane schronisko, posiadające 30 miejsc noclegowych (10 łóżek, 20 sienników). Status ten obiekt miał do 1935 roku, kiedy zrezygnowano z zagospodarowania. Od tej pory do wybuchu II wojny światowej funkcjonował tu zamykany schron turystyczny, do którego klucze pobierało się w biurze Towarzystwa w Skolem.

## Szlaki turystyczne w 1936 r.
Schronisko znajdowało się przy czerwonym szlaku ze Skolego na Paraszkę. Sam szczyt Paraszki stanowił węzeł następujących szlaków turystycznych:
- ze Skolego przez Korczanki
- z Hrebenowa lub Skolego przez Korostów
- z Kruszelnicy lub Korczyna przez Dział (904 m n.p.m.)
- z doliny Majdańskiego Potoku (Małmanstal) przez Widnochę (1123 m n.p.m.) oraz Krzywy Wierch (1059 m n.p.m.)